# Seb (pharaon)
Pour les articles homonymes, voir Seb.
Seb est le 16e roi de la XIIIe dynastie,. Le Canon royal de Turin a une lacune sur son nom. L'égyptologue Jacques Kinnaer lui attribue un an de règne. On ne lui connaît pas de titulature.
Descendant d'Aoutibrê Hor, fils supposé de l'Horus Djedkheperou (Ouserkarê Khendjer ?). Père de Sebkay.
Selon certains égyptologues il pourrait être confondu avec Sekhemrê-Khoutaouy Sobekhotep, et dans ce cas, il serait alors le fils de Khendjer, et non le contraire.